# Ispani
Ispani è un comune italiano di 959 abitanti della provincia di Salerno in Campania.

## Geografia fisica
Il comune è situato nella zona del Bussento, al centro del Golfo di Policastro.
- Classificazione sismica: zona 2 (sismicità media), Ordinanza PCM. 3274 del 20/03/2003.

## Storia
Le prime tracce documentate di popolazioni nel territorio comunale risalgono al periodo normanno. Il toponimo (attestato anche nelle forme Hispani, li Spani, Spani, Fòrli), è probabilmente di origine antroponimica, nel senso che si rifà al cognome Spano, derivato dal greco e allusivo a persona dalla barba rada.
La sua origine, pur non escludendo probabili tracce di antichità, è da ricondurre al periodo tardo-medioevale: nacque infatti come casale della vicina Policastro. Come altri paesi della zona l'abitato principale era posto in riva al mare essendo l'economia basata essenzialmente sulla pesca. Su una collina, nei pressi di Capitello, detta oggi “Castellaro”, Ruggiero I costruì un castello a partire dal 1055 di cui oggi rimangono poche tracce. Risale invece alla seconda metà del XVI secolo la presenza degli Aragonesi con una torre di avvistamento, eretta per prevenire gli assalti dei pirati Saraceni, come le altre costruite da Gaeta a Reggio Calabria.
Per sfuggire alle scorribande dei pirati e alla malaria la popolazione si ritirava periodicamente verso l'entroterra, arrampicandosi lungo le ripide colline ove oggi sorgono gli abitati di Ispani e San Cristoforo. I diversi nomi dati a questi insediamenti nel corso dei secoli (Sant'Agata, Forli, Casale delli Spani) confermano come la popolazione li abitasse solo in situazioni di emergenza, per poi ritornare a vivere sulla costa.
Nel XVI secolo i Conti Carafa della Spina, fuggendo dalla vicina Policastro infestata dalla malaria, si stabilirono nel borgo di Capitello. Del palazzo costruito dai nobili rimangono solo le mura perimetrali delimitanti il giardino, l'arco con il loro simbolo che consentiva il passaggio delle carrozze, una garitta per la guardia armata ed una lapide di marmo. I resti del palazzo, restaurati e ammodernati, ospitano oggi un istituto religioso.
Il nome di Ispani compare in un documento del periodo vicereale che riguarda un’annotazione della Camera Regia di Napoli sul saccheggio effettuato dal pirata Dragut Pascià. Il corsaro barbaresco, dopo aver saccheggiato la vicina Policastro, incendiò e distrusse il villaggio di Ispani che il 26 novembre 1557 contava cento abitanti; ne sopravvissero soltanto una ventina. Nei censimenti del Regno di Napoli Ispani compare nel 1595 con soli 40 abitanti, poi nel 1614 con 70 abitanti e nel 1660 con 50 abitanti. Nel 1790 risultavano invece 671 abitanti.
In una carta geografica conservata presso l'Archivio di Stato di Napoli, datata 1746 (copia di una più vecchia degli Uffici del Principato Citra) si può vedere che Capitello aveva il rango di Borgo, mentre Ispani e San Cristoforo non avevano diritto di Città, Comune o Borgata e non potevano costruire fortificazioni per difendersi dalle razzie dei pirati. Per questo motivo gli abitati erano costituiti di poche case arroccate attorno ad una chiesa con vicoli e strade strette ideali contro le scorrerie dei predoni.
Col tempo le due frazioni collinari accrebbero la propria popolazione tanto che nel 1780 Ispani fu eletta "Università", cioè Municipalità, dal Governo borbonico di Napoli.
Si ritiene che il villaggio seguì gli stessi eventi occorsi a Policastro. Certo è che il 3 ottobre 1770 Teresa Carafa, figlia di Gerardo Carafa e della parente Ippolita Carafa, quale unica erede ebbe l'intestazione di Policastro, con titolo di conte, Fòrli con titolo di duca (il titolo venne trasferito su Ispani e l'Università fu autorizzata a prendere il nome di Fòrli), insieme con i casali di S. Cristoforo e di Capitello. Successivamente Teresa Carafa ebbe intestate anche le giurisdizioni di Bosco, S. Giovanni a Piro e Torre Orsaia. Teresa aveva sposato il congiunto Gennaro Carafa, principe di Roccella e vedovo di Silvia Ruffo. Da questa il principe aveva avuto dei figli maschi, tra cui il primogenito Vincenzo al quale toccarono i feudi della Roccella. Da Teresa Carafa il principe ebbe altri maschi, tra cui Gerardo, il primogenito, che ebbe titoli e feudi di Policastro. A Gerardo successe Francesco che, dalla moglie Beatrice di Sangro, ebbe due femmine, Maddalena e Maria Teresa, e un maschio, Nicola, il quale con decreto ministeriale (1831) ottenne il riconoscimento di titoli e predicati. Nicola morì senza eredi, per cui i titoli di conte di Policastro, duca di Fòrli (Ispani ora detto Forli) e duca della Chiusa, con i predicati di Tenerola, Frattapiccolo (Terra di Lavoro), Sapri, Libonati e Pardinola, con Regio Assenso (1897) passarono alla figlia di Maddalena Carafa, Maria Severina Longo, marchesa di Gagliati e di S. Giuliano, poi moglie del nobile Lorenzo Tortora Braida.
Dal 1811 al 1860 ha fatto parte del circondario di Vibonati, appartenente al distretto di Sala del regno delle Due Sicilie.
Dal 1860 al 1927, durante il regno d'Italia ha fatto parte del mandamento di Vibonati, appartenente al circondario di Sala Consilina.
Con l'avvento del Regno d'Italia fu confermato capoluogo del comune e solo durante il periodo fascista, con la fusione dei comuni di Ispani e Santa Marina, fu Capitello la sede del comune di Policastro.
I tre paesi di Ispani, Capitello e San Cristoforo sono riuniti in un'unica entità amministrativa dalla nascita della Repubblica. Come molti paesi del Sud Italia ha pesantemente subito il fenomeno dell'emigrazione, soprattutto verso la capitale Roma e verso le regioni del Nord-Est.

### Simboli
Lo stemma e il gonfalone sono stati concessi con decreto del presidente della Repubblica del 
25 ottobre 2000.
Il gonfalone è un drappo di azzurro.

## Società

### Evoluzione demografica

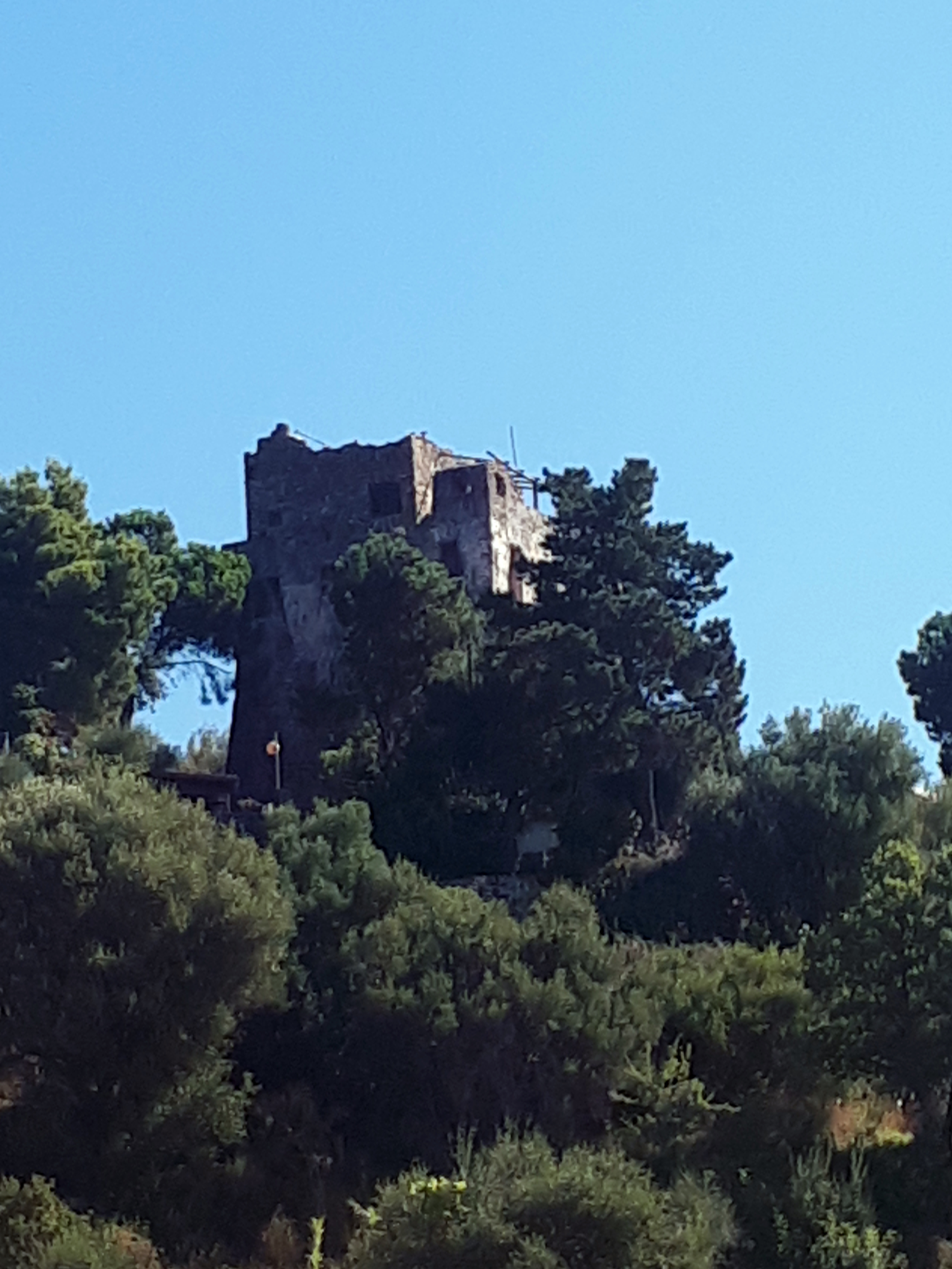
Torre Normanna nella frazione di Capitello

Abitanti censiti

### Religione
La maggioranza della popolazione è di religione cristiana appartenenti principalmente alla Chiesa cattolica; il comune appartiene alla diocesi di Teggiano-Policastro.

## Cultura
Patrono di Ispani è san Nicola di Bari, la cui ricorrenza viene celebrata il 6 dicembre. La festa principale del Paese è il 16 agosto in onore di san Rocco, animata dai pellegrini che giungono (anche a piedi in segno di devozione) da Policastro Bussentino e dai numerosi emigranti che rientrano in paese per l'occasione.
Patrono di Capitello è sant'Antonio di Padova, in onore del quale il 13 giugno viene allestita una processione con la benedizione del pane preparato in casa.
Patrono di San Cristoforo è san Cristoforo, festeggiato il 25 luglio; in tale occasione viene effettuata la tradizionale benedizione degli autoveicoli. Viene festeggiato anche san Donato, il 7 agosto, a cui è dedicata una cappella in cima alla collina che sovrasta l'abitato comunale.

## Geografia antropica

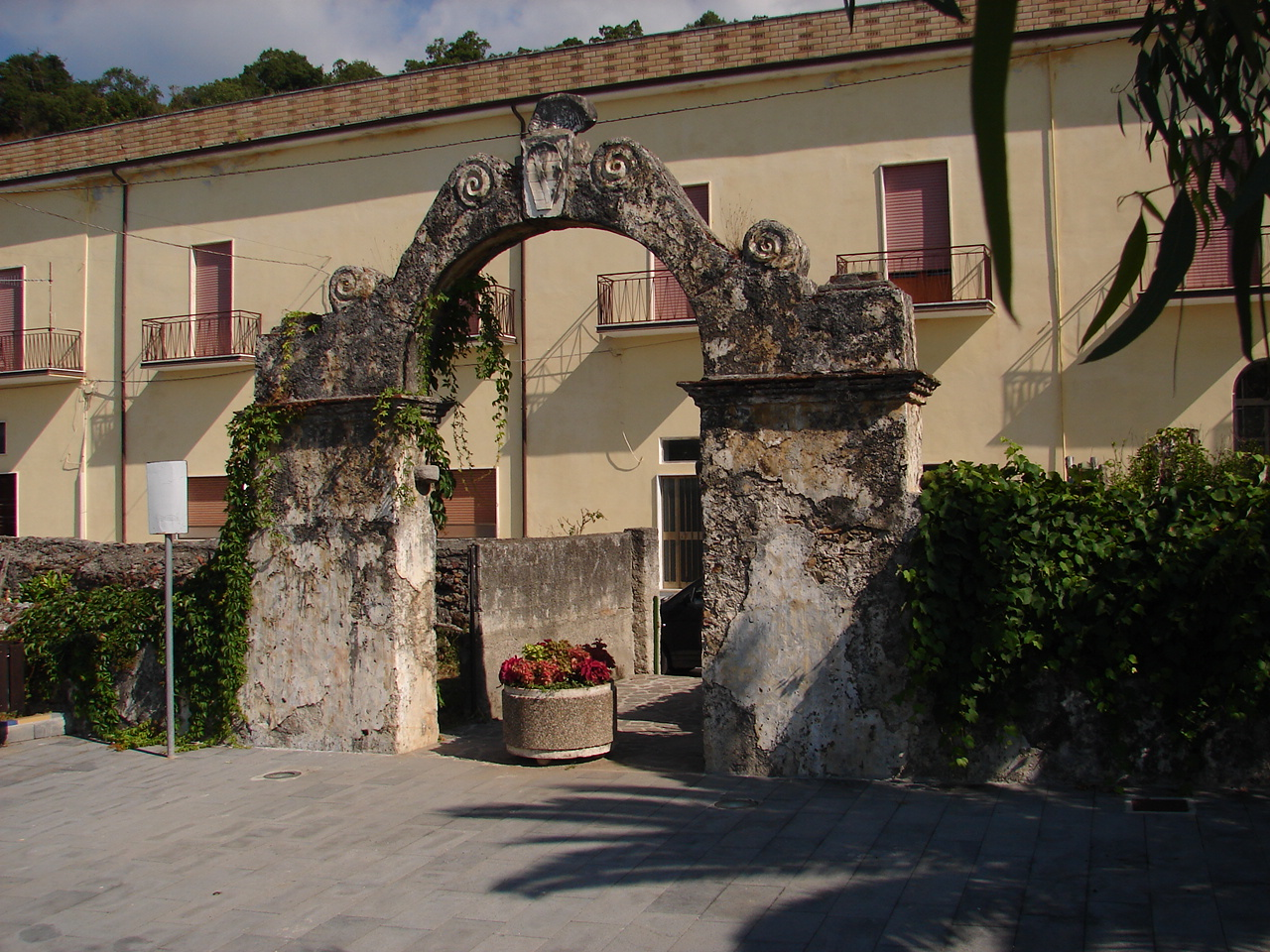
Arco dei Carafa a Capitello

Il comune comprende tre centri abitati:

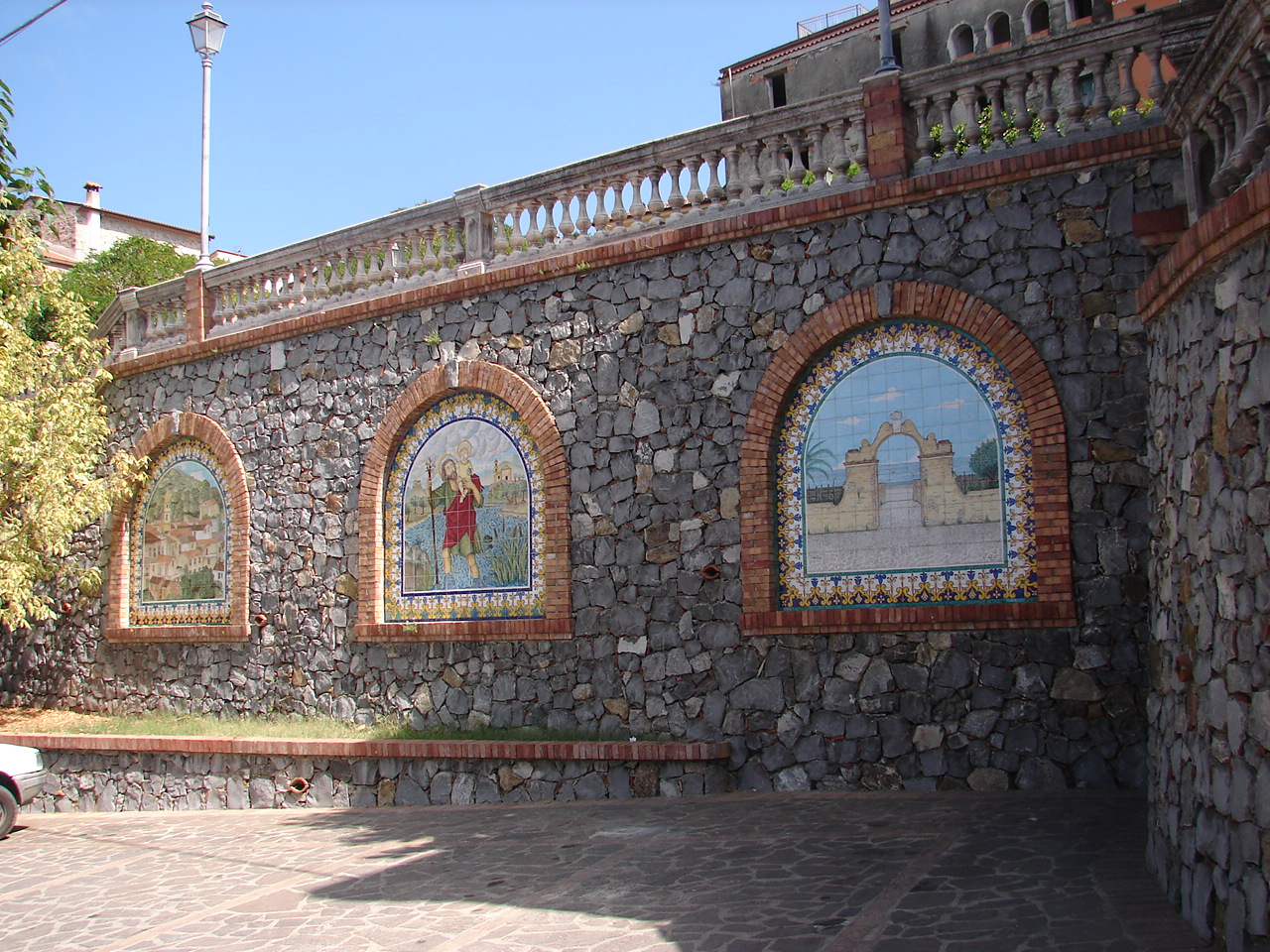
San Cristoforo: la piazza principale con i mosaici a formelle

- San Cristoforo: la piazza principale con i mosaici a formelleCapitello, frazione maggiore del comune, situata lungo la costa del golfo di Policastro. Vi sono conservati i resti di un muro e di una porta con un arco riportante il simbolo dei conti Carafa, proprietari del palazzo che oggi ospita un istituto religioso: è presente inoltre una torre di avvistamento di origine normanna, attualmente inglobata in una proprietà privata. La chiesa principale del XIX secolo è dedicata a San Ferdinando Re mentre una cappella all'inizio dell'abitato è dedicata a S. Antonio da Padova.
- Ispani, situato in collina a 256 m s.l.m. a metà strada, è la sede del Comune. La chiesa dedicata a S. Nicola presenta un campanile a base ottagonale e vi è custodita una scultura in malta e pietre, raffigurante la Vergine col Bambino. Al confine del paese si trova la chiesetta dedicata a S. Rocco. Interessante è anche una Fontana storica posta al limitare del paese, luogo di grande valore in passato data la scarsità di acqua potabile.
- San Cristoforo, frazione collinare posta a 320 m s.l.m. La Chiesa di San Cristoforo, di nucleo cinquecentesco, si trova al centro del paese e vi si accede tramite una piccola scalinata. La cappella di Santa Sofia, risalente agli inizi del XVII sec. è oggi in rovina e abbandonata. È presente inoltre una piazza realizzata nel 2002 che presenta su un lato delle immagini su formelle di ceramica rappresentanti i tre abitati del comune.

## Economia
L'economia del paese si basa quasi esclusivamente sul turismo estivo. Nel 2018 il comune ha ottenuto il riconoscimento della Bandiera Blu.
Data la posizione con molte aree coltivabili è ampiamente sviluppato il fenomeno della produzione per autoconsumo di prodotti agricoli e zootecnici.

## Infrastrutture e trasporti

### Principali arterie stradali
- Strada statale 18 Tirrena Inferiore.
- Strada provinciale 110 Ispani-Capitello.

## Amministrazione

### Sindaci
| Periodo           | Periodo           | Primo cittadino    | Partito                                             | Carica                    | Note |
| ----------------- | ----------------- | ------------------ | --------------------------------------------------- | ------------------------- | ---- |
| 16 novembre 1997  | 1º febbraio 2000  | Marilinda Martino  | sinistra                                            | Sindaco                   |      |
| 16 aprile 2000    | 3 aprile 2005     | Marilinda Martino  | sinistra                                            | Sindaco                   |      |
| 4 aprile 2005     | 28 marzo 2010     | Marilinda Martino  | lista civica                                        | Sindaco                   |      |
| 29 marzo 2010     | 31 maggio 2015    | Edmondo Iannicelli | lista civica                                        | Sindaco                   |      |
| 31 maggio 2015    | 21 febbraio 2020  | Marilinda Martino  | lista civica Uniti per Crescere Partito Democratico | Sindaco                   |      |
| 21 febbraio 2020  | 7 aprile 2020     | Vincenzo Amendola  | -                                                   | commissario straordinario |      |
| 7 aprile 2020     | 20 settembre 2020 | Vincenzo Monaco    | -                                                   | commissario straordinario |      |
| 20 settembre 2020 | in carica         | Francesco Giudice  | lista civica Siamo Ispani                           | Sindaco                   |      |

### Altre informazioni amministrative
Le competenze in materia di difesa del suolo sono delegate dalla Campania all'Autorità di bacino regionale Sinistra Sele.